# Нетяжинська сільська рада
Нетяжинська сільська́ ра́да — адміністративно-територіальна одиниця та орган місцевого самоврядування у Прилуцькому районі Чернігівської області. Адміністративний центр — село Нетяжино.

## Загальні відомості
Нетяжинська сільська рада утворена у 1944 році.
- Територія ради: 33,137 км²
- Населення ради: 455 осіб (станом на 2001 рік)

## Населені пункти
Сільській раді підпорядковані населені пункти:
- с. Нетяжино
- с. Нова Тарнавщина
- с. Покрівка

## Склад ради
Рада складається з 12 депутатів та голови.
- Голова ради: Тютюнник Олексій Іванович
- Секретар ради: Федоренко Світлана Миколаївна

### Керівний склад попередніх скликань
| Прізвище, ім'я, по батькові | Основні відомості                                                               | Дата обрання | Дата звільнення |
| --------------------------- | ------------------------------------------------------------------------------- | ------------ | --------------- |
| Тютюнник Олексій Іванович   | Сільський голова, 1965 року народження, освіта середня спеціальна, безпартійний | 26.03.2006   | 31.10.2010      |
| Тютюнник Олексій Іванович   | Сільський голова, 1965 року народження, освіта середня спеціальна, безпартійний | 31.10.2010   |                 |

Примітка: таблиця складена за даними сайту Верховної Ради України

### Депутати
За результатами місцевих виборів 2010 року депутатами ради стали:

#### За суб'єктами висування
| Суб'єкт висування            | Кількість обраних депутатів | %    |
| ---------------------------- | --------------------------- | ---- |
| Соціалістична партія України | 7                           | 58,3 |
| Самовисування                | 5                           | 41,7 |

#### За округами
| № округу                     | Прізвище, ім'я, по батькові      | Дата визнання обраним | Освіта             | Партійна приналежність             | Відомості про обраного депутата               |
| ---------------------------- | -------------------------------- | --------------------- | ------------------ | ---------------------------------- | --------------------------------------------- |
| Соціалістична партія України |                                  |                       |                    |                                    |                                               |
| 1                            | Зубко Степан Дмитрович           | 01.11.2010            | середня            | позапартійний                      | песіонер                                      |
| 2                            | Купенко Валентина Василівна      | 01.11.2010            | середня спеціальна | член Соціалістичної партії України | Нетяжинський ФП, завідувачка                  |
| 5                            | Мазуренко Валентин Васильович    | 01.11.2010            | середня            | член Соціалістичної партії України | Укртелеком, електромонтер                     |
| 7                            | Овчаренко Віктор Миколайович     | 01.11.2010            | середня            | позапартійний                      | ПА «Агро-світ», водій                         |
| 9                            | Овчаренко Світлана Олександрівна | 01.11.2010            | середня спеціальна | член Соціалістичної партії України | пенсіонер                                     |
| 11                           | Гладенька Ольга Василівна        | 01.11.2010            | середня            | позапартійна                       | соціальний працівник                          |
| 12                           | Богачко Марія Митрофанівна       | 01.11.2010            | середня            | член Соціалістичної партії України | пенсіонер                                     |
| Самовисування                |                                  |                       |                    |                                    |                                               |
| 3                            | Мазуренко Катерина Іванівна      | 01.11.2010            | середня спеціальна | позапартійна                       | ПА «Агро-світ», головний бух галтер           |
| 4                            | Федоренко Світлана Миколаївна    | 01.11.2010            | вища               | позапартійна                       | Нетяжинська сільська рада, секретар           |
| 6                            | Ожема Анатолій Володимирович     | 01.11.2010            | середня спеціальна | позапартійний                      | ПА «Агро-світ», заступник                     |
| 8                            | Литовчак Ольга Олександрівна     | 01.11.2010            | середня            | позапартійна                       | тимчасово не працює                           |
| 10                           | Ожема Антоніна Миколаївна        | 01.11.2010            | середня спеціальна | позапартійна                       | Нетяжинська сільська рада, головний бухгалтер |